# 聖ヤコブによる聖母マリアの幻視
『聖ヤコブによる聖母マリアの幻視』 (せいヤコブによるせいぼマリアの幻視、仏: L'Apparition de la Vierge à saint Jacques le Majeur、英: Saint James the Great's Vision of the Virgin Mary) は、17世紀フランスの画家ニコラ・プッサンが1629-1630年ごろ、キャンバス上に油彩で制作した絵画である。現在、パリのルーヴル美術館に所蔵されている。作品は、聖ヤコブがスペインで見た聖母マリアの幻視を表している。

## 歴史
プッサンの伝記を著したジョヴァンニ・ピエトロ・ベッローリによると、この作品は、当時スペイン領ネーデルラントの一部であったヴァランシエンヌ (現在はフランス) の町のために描かれた。スペインの将軍により教会、おそらくサン＝ジャック (Saint-Jacques) 教会 (正確な場所は不明である) の祭壇画として委嘱されたのかもしれない。別の伝記作者は、本作を1630年ごろの作品とみなしている。1665年10月13日までに、作品はリシュリュー公爵のコレクションに入り、パリ滞在中であったジャン・ロレンツォ・ベルニーニにより称賛された。1665年12月には、フランス王ルイ14世がこの作品のほかに「四季」の連作を含む12点のプッサンの絵画を取得した。
本作は、1690年に画家シャルル・ルブランが死去するまで、彼がルーヴル宮殿の近くのグラモンの居宅 (hôtel de Gramont) に所有していた作品目録に記載されている。別の目録によれば、1695年以降、ヴェルサイユ宮殿にあり、1750年にはリュクサンブール宮殿にあったと記述されている。本作は1793年のルーヴル美術館の開館時に展示された作品に含まれ、4年後にヴェルサイユに戻されたが、1810年にはふたたびルーヴルに展示された。

## 作品

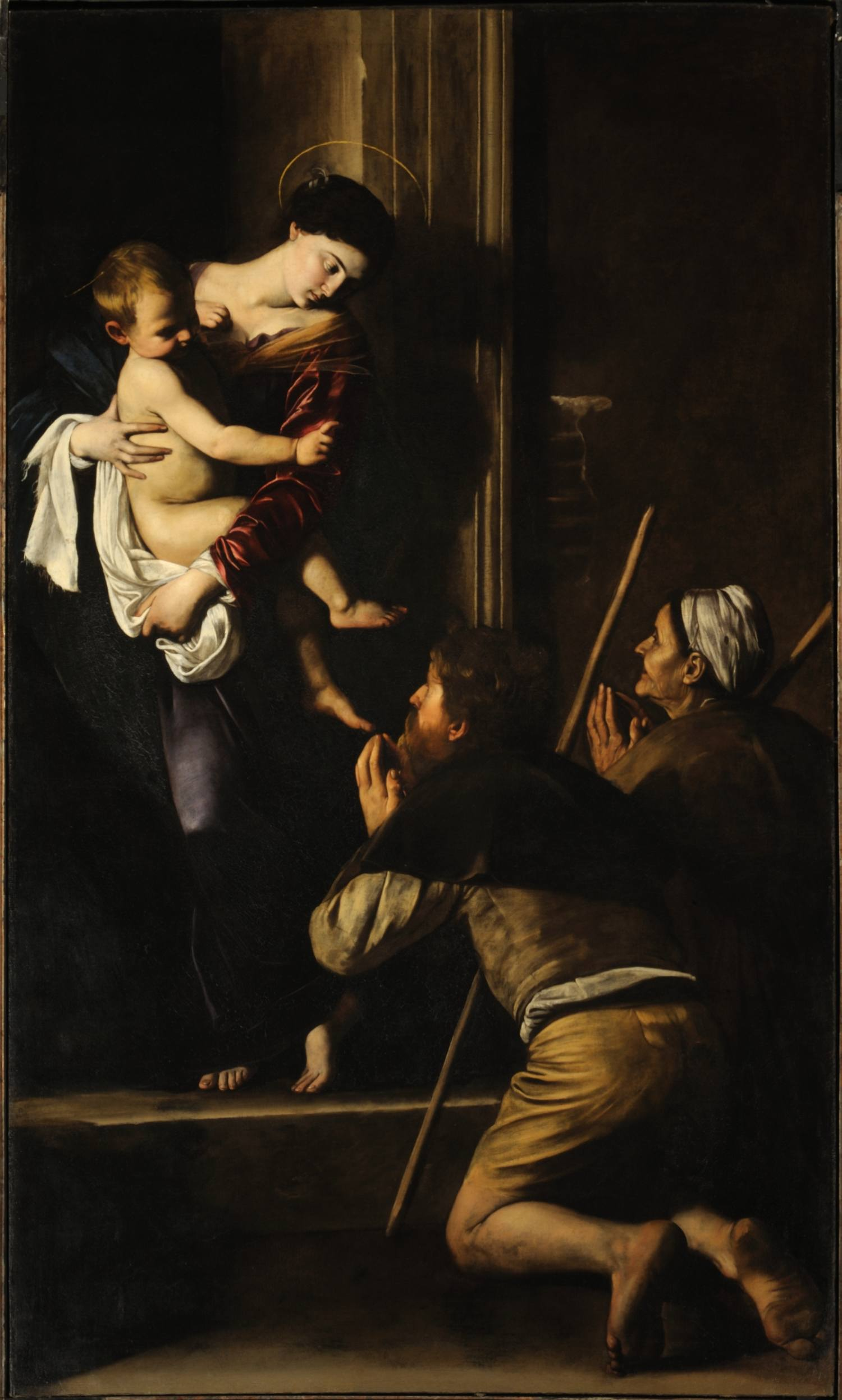
カラヴァッジョ 『ロレートの聖母』 (1604-1606年ごろ)、サンタゴスティーノ聖堂、ローマ

この絵画は、スペインのサラゴサの町で起きたと伝えられる出来事を表している。聖ヤコブに碧玉の柱に座っている聖母マリア (ピラールの聖母) が顕現し、スペイン人をキリスト教徒とすべく布教するように求めたというものである。17世紀にポール・フレアール・ド・シャントルーは、本作を『ピラールの聖母 (Virgen del Pilar)』と呼んだ。
画中の聖母は天使たちに取り囲まれている。聖なる霊感が彼女のベールに吹き込む風の形をとっており、やはり聖なる光が聖ヤコブの顔を照らしている。聖母と聖ヤコブの身体像は堅固な対角線上に配置されており、構図は力強く、荘厳なものである。人物たちは実物大以上で、画面に押し込まれているようにみえる。彼らの表情は劇的なものである。聖ヤコブの連れの1人が前景にうつぶせになっているが、おそらくカラヴァッジョの『ロレートの聖母』 (サンタゴスティーノ聖堂、ローマ) 中の巡礼に触発されている。
カルロ・サラチェーニが、ローマにスペイン国家が所有していた教会の1つサンタ・マリア・イン・モンセラット・デリ・スパニョーリ教会のために描いた『聖母の聖ヤコブへの顕現』 (現存しない) は本作の構図に影響を与えている。本作は、プッサンの同時代の別の絵画で、類似した大きさの『聖エラスムスの殉教』 (バチカン美術館、ローマ) と様式的に近い。両作品とも、プッサンによって描かれた稀な祭壇画であり、同時にプッサンの最もバロック的な作品である。